# Afhandling om Svenska stafsättet
Afhandling om Svenska stafsättet är en bok skriven av Carl Gustaf af Leopold och utgiven 1801. Den utgavs i Svenska Akademiens handlingar och räknas som den första normen för svensk rättstavning (ortografi). 
Leopold, som vid denna tid var ledamot av den då blott femton år gamla Svenska Akademien, ville med sin avhandling bland annat bringa reda i hur lånord i svenskan skulle stavas, men även slå ett slag för en mer enhetlig stavning, grundad på samhörighetsprincipen. Enligt Leopold borde lånord anpassas efter svenskt uttal, så att ord som elegance och connaisseur i stället skulle stavas elegans respektive konnässör, och ord som slag och släkt (slägt) borde båda stavas med g eftersom de hör samman etymologiskt. Leopolds idéer stötte på motstånd och mynnade ut i vad som kom att kallas det ortografiska rikstumultet. Leopolds motståndare menade bland annat att det skulle förefalla obildat att stava exempelvis franska ord efter svenskt uttal, men Leopold hänvisade till romarna, som på sin tid hade anpassat grekiska lånord till latinsk stavning utan att det hade ansetts fel. 
Trots kritiken följdes Leopolds stavningsregler i stort sett när Svenska akademien gav ut första upplagan av sin ordlista 1874. Först 1889, i och med utgivningen av sjätte upplagan av Svenska Akademiens ordlista, reformerades stavningen. Exempelvis ändrades e och q i vissa ord (jernväg, qvarn) till ä och k. 
Det märkliga förhållandet att ord som "vän" och "men" får olika betydelse med kort eller lång vokal, men konsonanten ändå inte dubbeltecknas, har också sitt ursprung hos Leopold. Han menade att en dubbel konsonant "skulle blifva ledsam för ögat" och för handen, och några få fasta undantag inte skulle vara svåra att lära sig.